# Epigrapsus
Epigrapsus is een geslacht van kreeftachtigen uit de klasse van de Malacostraca (hogere kreeftachtigen).

## Soorten
- Epigrapsus (Grapsodes) notatus
- Epigrapsus notatus (Heller, 1865)
- Epigrapsus politus Heller, 1862
- Epigrapsus villosus Ng, 2003